# د هویلند دراگون راپید
د هویلند دی‌اچ. ۸۹ دراگون راپید (DH.89 Dragon Rapide/Dominie) یک هواپیمای دوباله است که در دههٔ ۱۹۳۰ توسط شرکت بریتانیایی د هویلند طراحی، توسعه یافته و تولید شدـ با وجود ساخت نسبتاً ابتدایی، این هواپیما قادر به پذیرش ۶ تا ۸ مسافر و مقرون به‌صرفه و بادوام بود.
دراگون راپید که در اوایل دهه ۱۹۳۰ توسعه یافت، پس از معرفی در تابستان ۱۹۳۴، ثابت کرد که یک هواپیمای محبوب بر خطوط هوایی و برای کاربران خصوصی است و علاوه بر استفاده داخلی در بریتانیا، به فروش قابل توجهی در خارج از کشور سازنده دست یافته است.
با شروع جنگ جهانی دوم، بسیاری از راپیدهای غیرنظامی در خدمت نیروی هوایی سلطنتی (RAF) و نیروی دریایی پادشاهی بریتانیا قرار گرفتند. آن‌ها در خدمت نظامی با نام د هویلند دامینی شناخته می‌شدند و برای آموزش رادیویی و ناوبری، حمل و نقل مسافر و مأموریت‌های ارتباطی به کار گرفته می‌شدند.
صدها فروند دیگر از این هواپیما نیز در طول جنگ جهانی دوم ساخته شد. پس از جنگ، بسیاری از هواپیماهای نظامی به خدمات غیرنظامی بازگردانده شدند. مدت کوتاهی پس از پایان جنگ جهانی دوم، د هویلند جایگزین راپید به‌نام دی هاویلند داو را معرفی کرد.

## انواع

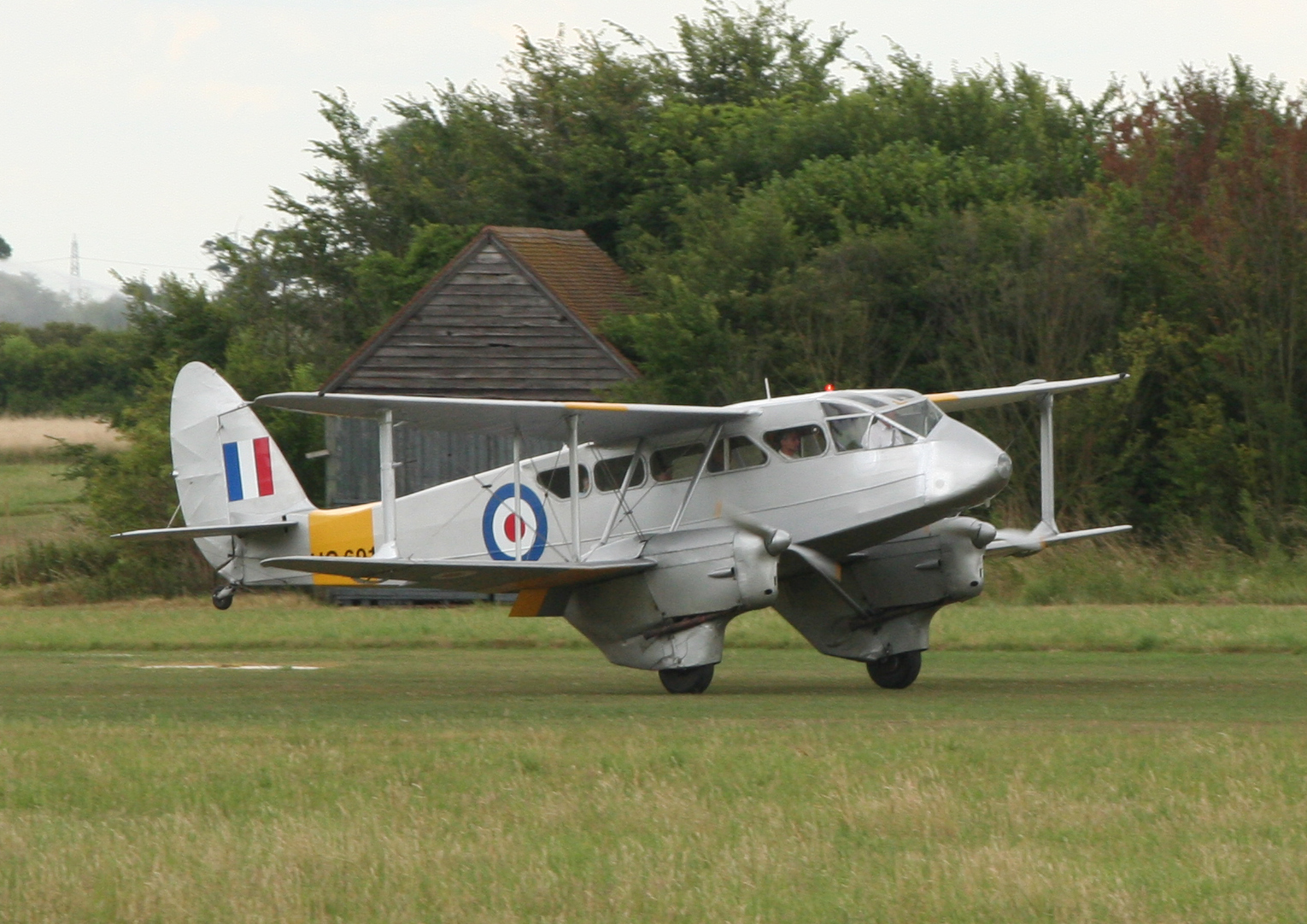

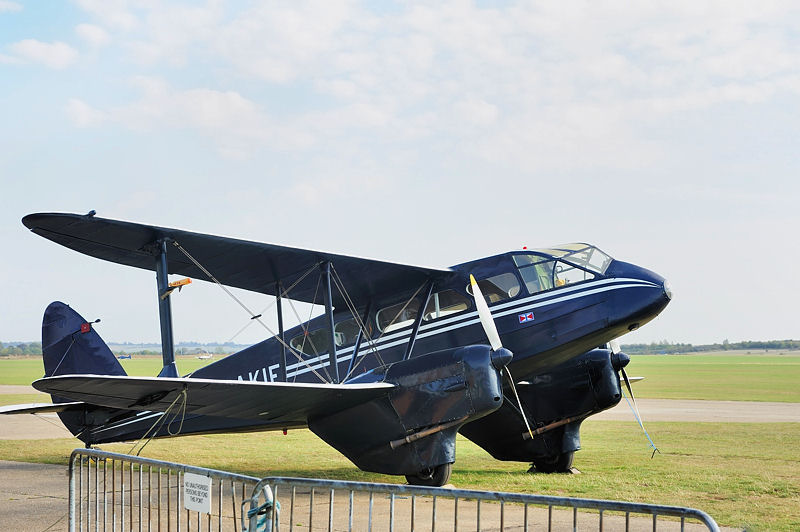
راپید در وضعیت پرواز، در فرودگاه داکسفورد

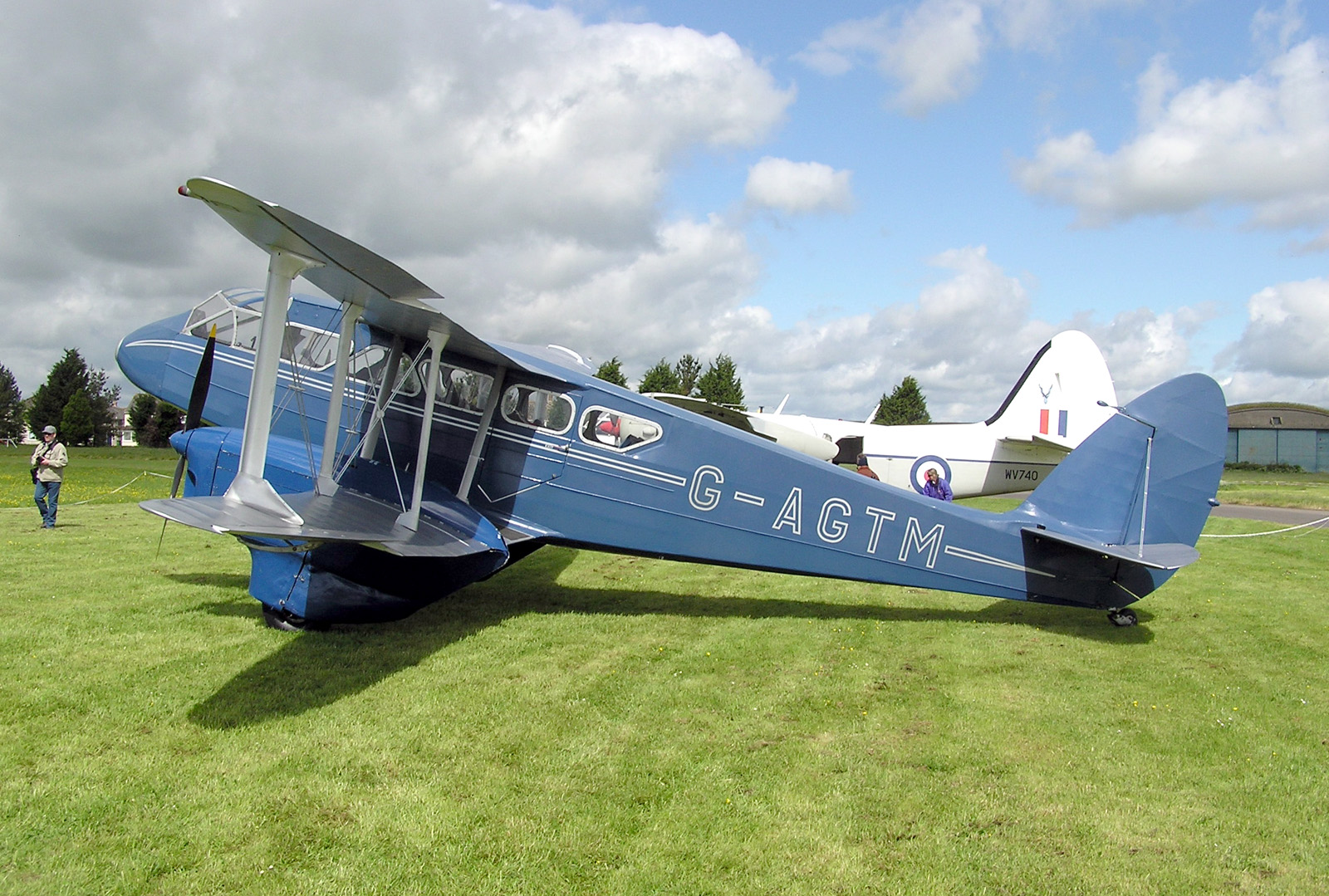
دراگون راپید ۶ در سال ۱۹۴۴

DH89
هواپیمای سبک حمل و نقل دو موتوره. نخستین نسخه تولیدی
DH89A
نسخه بهبودیافته، مجهز به چراغ فرود در دماغه، نوک بال‌های اصلاح شده و سیستم گرمایش کابین.
DH89A سری ۴
هواپیمای DH89A تغییریافته با دو موتور پیستونی که دارای پروانه‌های سرعت ثابت است.
DH89A Mk 5
یک هواپیمای DH89A، با دو موتور پیستونی ۳ کویین جیپسی دی هاویلند، مجهز به ملخ‌های گام متغیر.
DH89A Mk 6
یک هواپیمای DH89A مجهز به ملخ‌های زمین ثابت Fairey X5.
DH89M
نسخه حمل و نقل نظامی که به لیتوانی و اسپانیا صادر می‌شد.
DH89B Dominie Mk I
نسخه آموزشی رادیو و ناوبری.
DH89B Dominie Mk II
نسخه ارتباطات و حمل و نقل.

## ویژگی‌ها
داده‌ها از Jane's All the World's Aircraft 1938
ویژگی‌های عمومی
- خدمه: ۱
- ظرفیت: ۸ مسافر
- طول: ۳۴ فوت ۶ اینچ (۱۰٫۵۲ متر)
- پهنای بال: ۴۸ فوت ۰ اینچ (۱۴٫۶۳ متر)
- ارتفاع: ۱۰ فوت ۳ اینچ (۳٫۱۲ متر)
- مساحت بال‌ها: ۳۳۶ فوت مربع (۳۱٫۲ متر مربع)
- نسبت اندازه: 11.7
- ایرفویل: RAF 34 modified
- وزن خالی: ۳٬۲۳۰ پوند (۱٬۴۶۵ کیلوگرم)
- وزن ناخالص: ۵٬۵۰۰ پوند (۲٬۴۹۵ کیلوگرم)
- ظرفیت سوخت: ۷۶ گالون بریتانیایی (۹۱ گالون آمریکایی؛ ۳۴۶ لیتر) سوخت در مخازن زیر بال‌ها behind each engine; ۳٫۵ گالون بریتانیایی (۴ گالون آمریکایی؛ ۱۶ لیتر) air-cooled oil tank
- Cabin dimensions (average):

- Cabin length: ۱۳ فوت ۶ اینچ (۴٫۱ متر)
- Cabin height: ۴ فوت ۶ اینچ (۱٫۴ متر)
- Cabin width: ۴ فوت ۰ اینچ (۱٫۲ متر)

- پیشرانه: ۲ عدد 6-cylinder air-cooled inverted in-line piston engines de Havilland Gipsy Six, ۲۰۰ اسب بخار (۱۵۰ کیلووات)  در هر موتور
- ملخ‌ها: دوملخه fixed-pitch propellers

عملکرد
- حداکثر سرعت: ۱۵۷ مایل بر ساعت (۲۵۳ کیلومتر بر ساعت، ۱۳۶ گره) at ۱٬۰۰۰ فوت (۳۰۵ متر)

۱۵۵ مایل بر ساعت (۱۳۵ گره؛ ۲۴۹ کیلومتر بر ساعت) در سطح دریا
- سرعت کروز: ۱۳۲ مایل بر ساعت (۲۱۲ کیلومتر بر ساعت، ۱۱۵ گره)
- بُرد: ۵۵۶ مایل (۸۹۵ کیلومتر، ۴۸۳ مایل دریایی) in still-air at cruising speed
- حداکثر ارتفاع: ۱۶٬۷۰۰ فوت (۵٬۱۰۰ متر) ::::۳٬۱۰۰ فوت (۹۴۵ متر) در یک موتور با حداکثر سوخت
- نرخ صعود: ۸۶۷ فوت بر دقیقه (۴٫۴۰ متر بر ثانیه)
- زمان اوج‌گیری: ۵٬۰۰۰ فوت (۱٬۵۲۴ متر) در ۶ دقیقه و ۴۵ ثانیه
- بارگیری بال: ۱۶ پوند بر فوت مربع (۷۸ کیلوگرم بر متر مربع) [نیازمند منبع]
- توان به وزن|توان/جرم: ۰٫۰۷۳ horsepower per pound (۰٫۱۲۰ kilowatts per kilogram)[نیازمند منبع]
- Take-off run: ۸۷۰ فوت (۲۶۵ متر)
- Landing run: ۵۱۰ فوت (۱۵۵ متر)